# Johann Wilhelm Hertel
Johann Wilhelm Hertel, född den 9 oktober 1727 i Eisenach, död den 14 juni 1789 i Schwerin, var en tysk komponist. Han var son till Johann Christian Hertel.
Hertel, som var violinist och klaverspelare, blev först kapellmästare i Mecklenburg-Schwerin, därpå hovråd där. Han utgav Sammlung musikalischer Schriften (Leipzig 1757—1758), innehållande kritiska avhandlingar och anmärkningar översatta från italienska och franska språken, rörande operan. Hertel komponerade symfonier, kvartetter och klaversonater et cetera.